# 1!2!3!4! 잘 부탁해!
〈1!2!3!4! 잘 부탁해!〉(1!2!3!4! ヨロシク! 1!2!3!4! 요로시쿠![*])은 일본 아이돌 그룹 SKE48의 네 번째 싱글이며, CROWN GOLD에서 발매된 세 번째 싱글이다.